# Endevinació a l'antiga Grècia

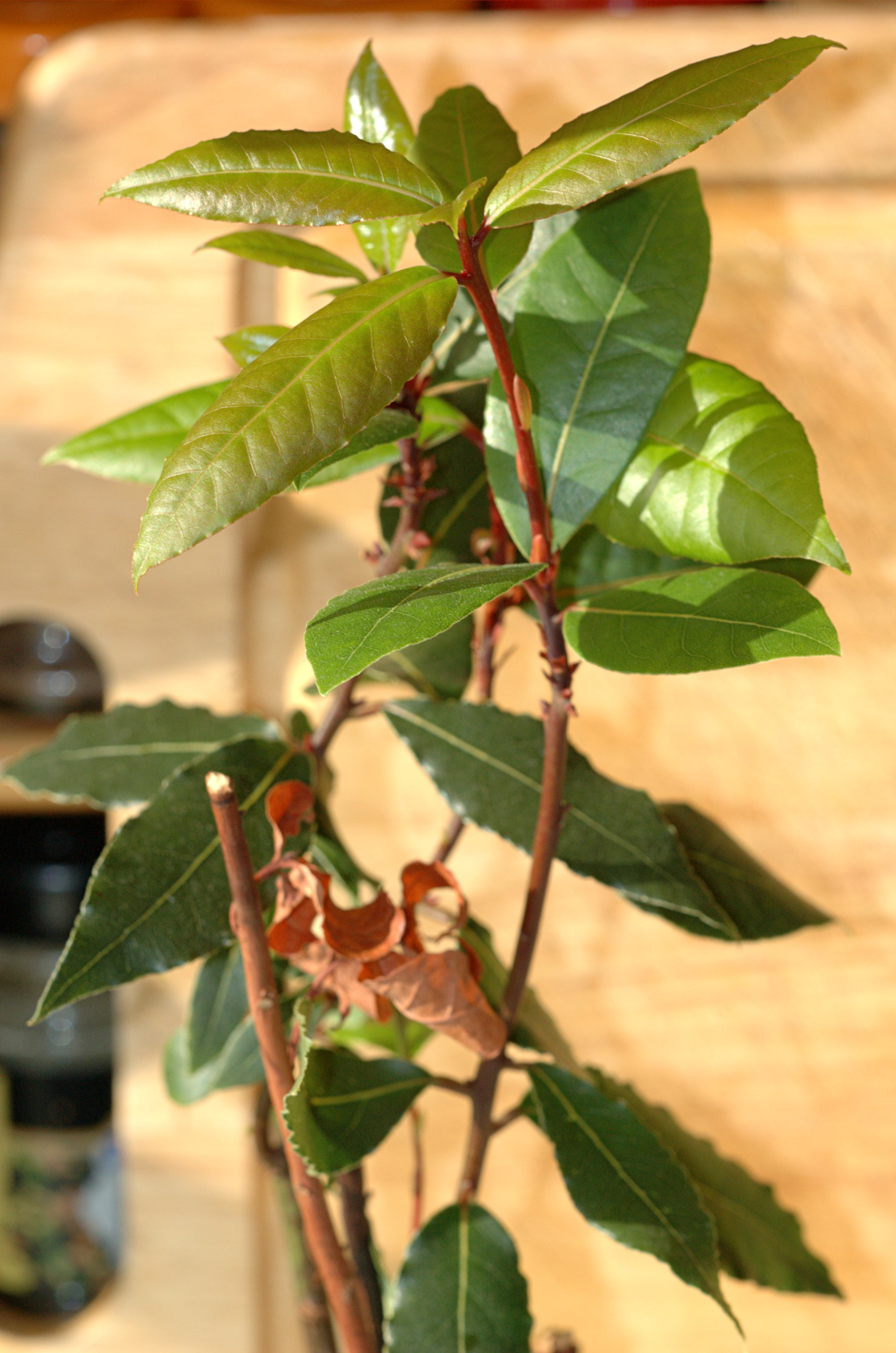
En l'antiguitat l'arbre de llorer estava molt lligat al simbolisme de la immortalitat pel fet que les seves fulles romanien verdes a l'hivern. Va ser un dels mètodes d'endevinació realitzats al temple d'Apol·lo de Delfos

L'endevinació a l'antiga Grècia és la intervenció en el desig de les persones tant a l'antiga Grècia com als altres llocs de l'antiguitat, que desitjaven conèixer la voluntat dels déus en el present i en el futur, saber anticipadament el que succeiria sobretot en el futur. En la religió oficial es prega als déus i se'ls ofereix sacrificis per a la prosperitat de la ciutat; en els cultes dels misteris es tractava d'obtenir, mitjançant la iniciació, promeses de felicitat en l'altra vida.

## Tipus d'endevinació
Indica per si sola el lloc privilegiat que l'endevinació ocupava en la religió dels antics, ja que englobava etimològicament totes les divinitats, és a dir, tot el que fa referència als déus i l'endevinació és potser el més viu en la religió dels grecs en l'Antiguitat i en la religió jueva a l'antiga Roma.
En grec, un endeví s'anomena mantis i l'endevinació mantiké. Aquesta paraula s'aplica amb una major precisió a l'endevinació intuïtiva, inspirada, doncs sembla pertànyer a la mateixa família que mania (bogeria o èxtasi) i mainás (la Mènada).
Malgrat tot, els grecs coneixien també l'endevinació inductiva o artificial (éntecnos, tecniké), basada en l'observació, feta per l'endeví, de diversos fenòmens considerats signes evidents de la voluntat de Déu.
L'endevinació i la medecina primitiva també tenien punts comuns en aquestes antigues civilitzacions: juntes van obrir el camí a les ciències en general en l'era cristiana.

## Presagis
Prodigiós: tot espectacle normal o meravellós, tot naixement d'un monstre animal o humà és un signe temible. En Plutarc, Pèricles, 6, el naixement d'un xai d'una sola banya en una alqueria pertanyent a Pèricles ho interpreten de manera diferent l'endeví Lampó i el filòsof Anaxàgores.
Atmosfèrics: la pluja, el tro, «són signes de Zeus» (diosemeiai).
Visuals: qualsevol trobada inesperada, sobretot al matí en sortir de casa, és de bon o mal auguri.
Acústics: qualsevol paraula que s'escolta sobtadament, qualsevol crit o so inesperat és un cledon (presagi auditiu) susceptible d'interpretació.
Fisiològics: qualsevol moviment involuntari produït per l'epilèpsia (la «malaltia sagrada») o, senzillament, un brunzit d'oïdes o un esternut tenen un significat, perquè la voluntat humana no hi intervé en absolut. 

Quan Telèmac esternuda, la seva mare Penèlope veu en això un presagi de bon auguri també, en l'Anàbasi, quan després d'un discurs de Xenofont, un soldat comença a esternudar, «en sentir aquest soroll tot l'exèrcit, en un impuls unànime, va adorar Déu».

A Epir, a Dodona, al santuari de Zeus, que és potser el més antic de tots els santuaris d'oracles de Grècia, els sells predeien el futur segons el soroll que fes el vent en agitar les fulles dels roures (arbres de Zeus) o en xocar entre si uns recipients de bronze penjats uns al costat d'altres. Però els presagis més nombrosos s'obtenen dels animals, vius o morts. El vol dels ocells i els seus crits són summament reveladors de la voluntat dels déus, per raons que explica Plutarc:
| « | En la ciència del futur, la part més important i la més antiga és la que s'anomena ciència dels ocells. Aquests, gràcies a la seva rapidesa, a la seva intel·ligència, a la precisió de les maniobres mitjançant les quals es mostren atents a quant impressiona la seva sensibilitat, actuen com veritables instruments al servei de la divinitat. Ella els imprimeix diversos moviments i els provoca refilets i crits. Unes vegades els manté suspesos a l'aire, altres vegades els llança amb ímpetu, bé per interrompre amb brusquedat alguns actes, bé perquè se'n portin a terme. Per aquesta raó Eurípides anomena els ocells missatgers dels déus. | » |

L'àguila, au de Zeus, mostra un presagi favorable o sinistre segons sorgeixi per la dreta o per l'esquerra. L'ornitomància està tan de moda, des de l'època homèrica, que les paraules gregues que signifiquen ocell (ornis, oionós) també volen dir 'presagi'.

## Harúspex

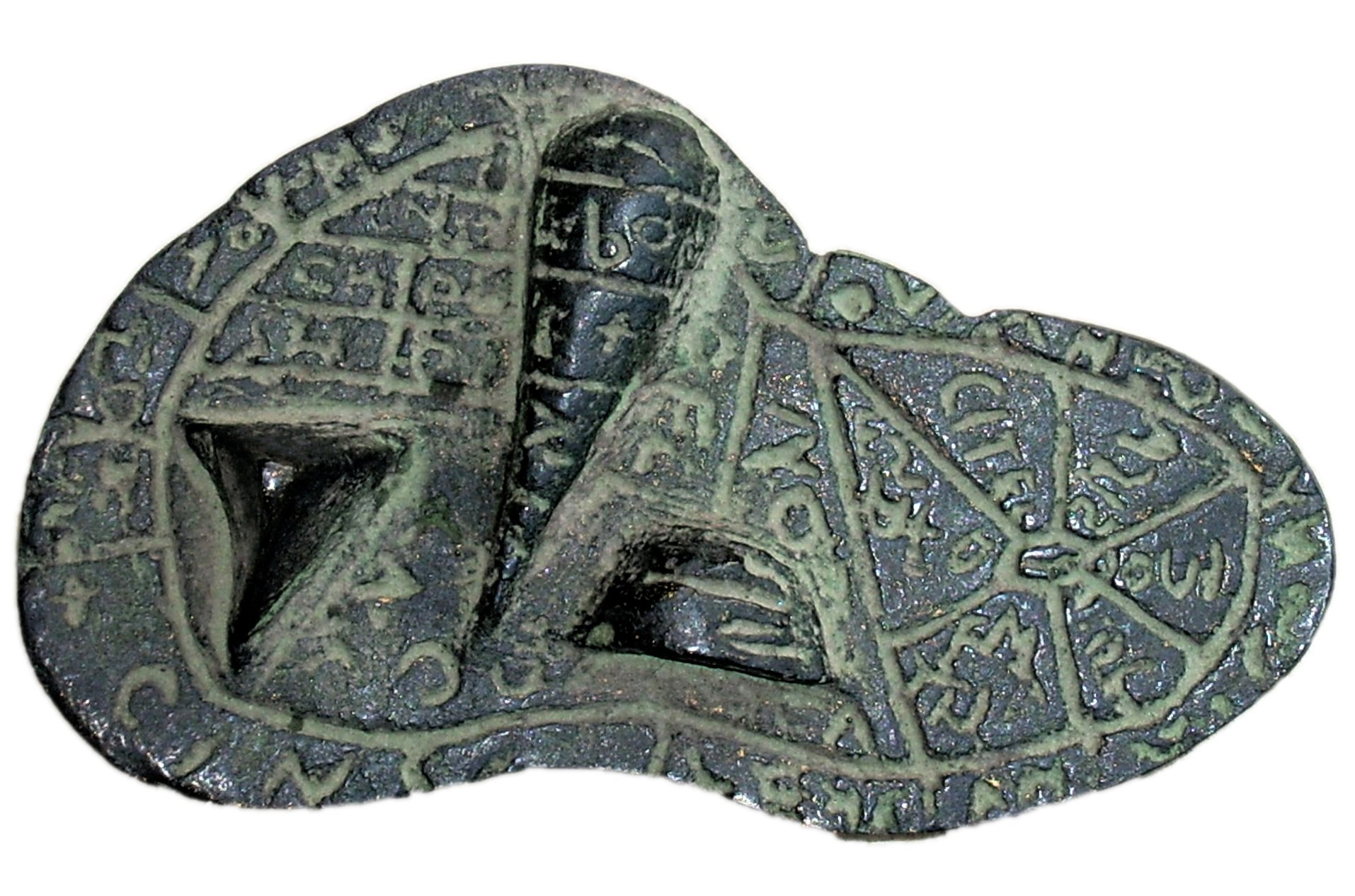
Harúspex de Piacenza, datat d'una època entre els segles I-II aC

Harúspex és un mètode d'endevinació, potser importat d'Etrúria, que consistia a examinar les vísceres d'un animal que s'acabava de degollar per deduir-ne indicacions de la voluntat de Déu. Al fetge calia examinar tres elements essencials: l'aspecte dels lòbuls, la vesícula biliar i la vena porta.
En l'Electra d'Eurípides, Orestes, abans de matar Egist, l'ajuda en un sacrifici els presagis funests del qual anuncien l'homicidi imminent:
| « | Egist pren de les mans d'Orestes les vísceres sagrades i les observa. Al fetge li falta un lòbul, la vena porta i els vasos veïns de la vesícula biliar mostren als seus ulls taques funestes. Orestes pregunta: per què tens aquest aspecte desolat? Estranger, respon Egist, veig una trampa de fora. Tinc un enemic mortal, el fill d'Agamèmnon, que està en guerra contra casa meva. Eurípides, Electra, v.826-833 | » |

La falta d'un lòbul del fetge és el més evident dels signes que aporta l'examen de les vísceres. Així és com Cimó d'Atenes, Agesilau II i Alexandre el Gran van rebre una advertència sobre el seu final pròxim.

## Oniromància
Però el mateix nom de mantiké, amb el qual els grecs designaven qualsevol endevinació, suggereix que, per a ells, els mètodes més vàlids eren els de l'endevinació inspirada, extàtica, mitjançant la qual una persona rebia directament un missatge dels déus.
L'oniromància, endevinació pels somnis, és intermèdia entre l'endevinació inductiva i l'endevinació intuïtiva. És una creença molt antiga, que no ha desaparegut encara, que veu en alguns somnis revelacions divines. En Homer abunden els somnis enviats pels déus, i també es troben en la tragèdia grega antiga, d'on van passar sobretot a la tragèdia francesa del segle xvii. Però l'onirocrítica (interpretació dels somnis) és un art complicat, perquè molts somnis són molt enganyosos.
Un gran santuari d'Epidaure d'Argòlida, molt pròsper al segle iv aC, era cèlebre per les curacions miraculoses que s'hi realitzaven. En arribar la nit, els pelegrins es ficaven al llit al pòrtic d'incubació (abaton, coimeterion) i dormien allà. Es guarien mentre dormien, gairebé sempre després d'un somni en què veien Asclepi, el déu de la medicina, fill d'Apol·lo, que s'atansava a ells, els tocava i tractava la part malalta del seu cos o «dictava una recepta» que s'apressaven a complir tan bon punt es despertaven.
Les esteles d'Epidaure han conservat els judicis de nombrosos miracles d'aquesta classe: una dona bòrnia recupera la vista per complet, un nen mut comença de sobte a parlar, a un home se li guareix l'úlcera, etc.
Adormida, la persona es troba en un estat d'inconsciència que afavoreix l'acostament diví. La mort imminent també desenvolupa les facultats endevinatòries, que no tota persona porta en germen dintre de si: en la Ilíada, Pàtrocle i Hèctor en el moment de morir prediuen les circumstàncies de la mort propera dels qui els maten, i tanmateix no són endevins com Calcant o Helen.

## Apol·lo
Però profetes i profetesses, preparats i experts, en un estat d'èxtasi o d'«entusiasme», és a dir, en el sentit grec de la paraula, de possessió divina, poden revelar els desigs de Zeus, transmesos de manera especial pel seu fill Apol·lo, el déu de l'endevinació per excel·lència.
Al segle ii, l'incrèdul Llucià va enumerar els principals santuaris d'oracles d'Apol·lo en un fragment irònic i divertit; diu Zeus:
| « | Apol·lo, amb l'absorbent professió que va escollir, gairebé ha ensordit a causa dels inoportuns que venen a demanar-li oracles. En un moment ha d'estar a Delfos, un instant després es precipita a Colofó, d'aquí passa a Jantos, després, sempre corrent, a l'oracle de Claros i novament a Delos; en una paraula, a qualsevol part en la qual la profetessa, després d'haver begut l'aigua sagrada, mastegat llorer i haver-se'n agitat sobre el trípode, li demana que aparegui, ha d'acudir sense tardança per mantenir els seus oracles d'un extrem a un altre, sota pena de perdre tot el prestigi del seu art. | » |

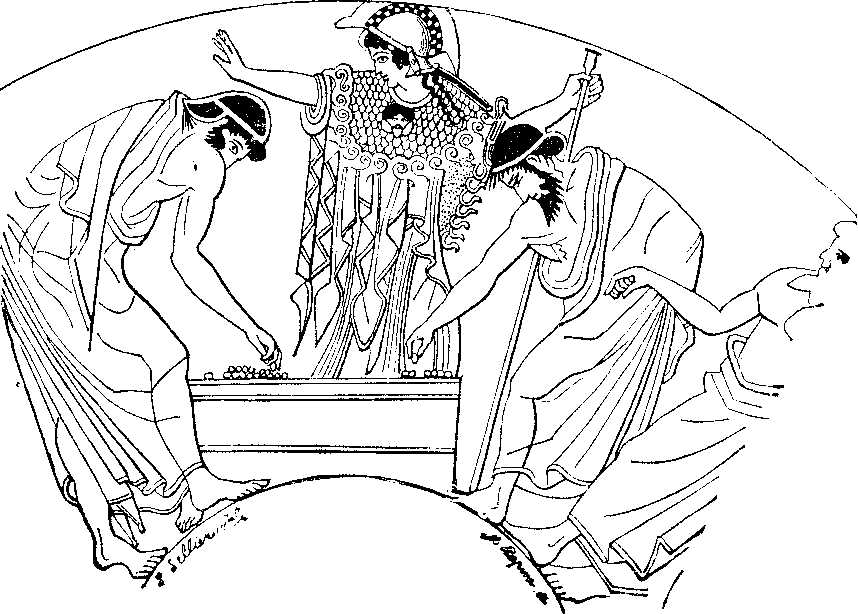
Cleromància

La profecia directament inspirada per Apol·lo és per exemple el cas de la troiana Cassandra, els trànsits endevinatoris de la qual ens mostra Èsquil en el seu Agamèmnon. És també el cas de les sibil·les i, potser també, dels profetes anomenats backis. El cas de la Pítia de Delfos és anàleg.
El Temple d'Apol·lo Piti de Delfos, a Fòcida, en el cor de la Grècia Central, era cèlebre pels jocs Pítics, celebrats cada quatre anys, per la Lliga Amfictiònica dels pobles veïns del santuari, que va exercir un paper important, de vegades nefast, en la història de les ciutats estat gregues, però també i sobretot, pel seu oracle, el més famós i freqüentat, amb gran diferència, en l'època clàssica. S'ha dit que la Pítia, simple pagesa de Delfos de vida irreprotxable i bons costums, que havia d'ésser casta mentre exercís les seves funcions, solament ho posava a sort, amb unes faves, per respondre a les preguntes que sempre se li feien en forma de dilema; sí o no? L'atzar del sorteig és un procediment molt utilitzat en l'Antiga Grècia per conèixer la voluntat de Déu, i és cert que la cleromància es practicava a Delfos en l'època clàssica.

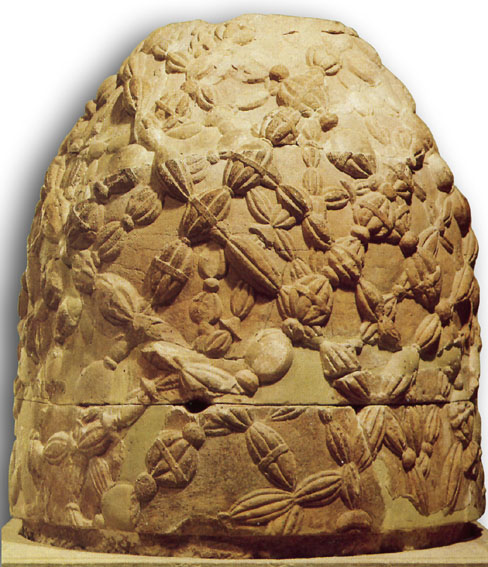
Omphalos de Delfos

El que cercaven abans de tot les ciutats i els particulars en el santuari d'Apol·lo era una resposta inspirada de la Pítia, que seguda sobre el fatídic trípode en estat d'èxtasi, en l'àditon (lloc prohibit), al soterrani del temple, proclamava els desigs de Zeus, que li revelava el seu fill. Qualsevol que volia fer una pregunta a l'oracle havia de pagar primer un impost nomenat pelans, després oferia el sacrifici preliminar d'una cabra: aquesta, abans d'ésser degollada, era ruixada amb aigua i si s'esgarrifava i tremolava sota la dutxa freda, es deduïa que Apol·lo estava disposat a profetitzar; aleshores la Pítia, després d'haver-se'n purificat en la font de Castàlia, entrava al temple, on procedia, sobre un altar interior, a realitzar unes fumigacions de llorer i farina d'ordi, per baixar després a la part subterrània del temple dedicada a l'endevinació.
Els consultants baixaven també, en l'ordre que els assignava el privilegi de la promantia concedit a alguns d'ells i també el sorteig, però romanien, amb els sacerdots i els profetes, en una sala reservada per a ells, mentre la Pítia sola, continuava el seu camí fins a l'àditon proper. Els consultants i els sacerdots la sentien profetitzar, però no podien veure-la. Pronunciava aleshores els «verídics», els «infal·libles» oracles d'Apol·lo, denominat Loxias, és a dir, «l'ambigu», perquè aquestes respostes de vegades eren equívoques.

A l'àditon es trobava l'estàtua d'or d'Apol·lo, la tomba de Dionís (el culte del qual tenia gran importància a Delfos, el que aquesta vegada contribueix a explicar el deliri de la Pítia, ja que Dionís és per excel·lència el déu de l'«orgia» i l'èxtasi, i per fi, l'omphalos o melic de la terra, antic betilo, pedra sagrada de forma cònica aproximadament, i el trípode, sobre el que assentava la Pítia. Segons va dir Pausànies:
| « | El que els delfis nomenen l'omphalos està fet de marbre blanc i diuen els delfis que és el centre de la terra, i Píndar en un dels seus cants diu la mateixa cosa. | » |

### Dafnomància
Dafnomància (del grec Δάφνη, Daphne, 'llorer') és una forma d'endevinació mitjançant la que es pretén fer prediccions utilitzant les fulles i branques del llorer. Es descriuen dues formes de practicar la dafnomància, el procediment més conegut consisteix en llançar una branca de llorer al foc, se suposa que el pronòstic serà bo si en cremar la branca fa soroll, mentre que si es crema sense fer soroll el presagi serà desfavorable. L'altre mètode, un àugur mastegava unes fulles de llorer, a les quals s'atribuïen efectes opiacis, i després d'arribar a un estat de concentració responia a les consultes que se li plantejaven.

Segons esmenta Francisco José Folch en el seu llibre Sobre símbols, ambdues tècniques estaven relacionades i es practicaven al santuari de Delfos dedicat al déu Apol·lo. Se suposa que el sacerdot o la pitonissa llançaven al foc les branques de llorer, si feien soroll les prediccions serien certes, però si no ho feien, aleshores serien dubtoses. Posteriorment mastegaven les fulles de llorer, que es creia que atorgaven el do de la clarividència, i sol·licitaven que Apol·lo els donés la resposta.